# كاشتن أوزفالد
كاشتن أوزفالد (بالألمانية: Karsten Oswald)‏ (30 يونيو 1975 بكوتن في ألمانيا - ) هو لاعب كرة قدم ألماني (وحمل سابقاً جنسية ألمانيا الشرقية) في مركز الوسط. لعب مع بايرن ميونخ الثاني ودينامو دريسدن وساتشسين لايبزيغ وكيمنتزر وZFC Meuselwitz ‏ وFC Rot-Weiß Erfurt ‏ وVfL Halle 1896 ‏.

## وصلات خارجية
- كاشتن أوزفالد على موقع قاعدة بيانات كرة القدم.إي يو (الإنجليزية)
- كاشتن أوزفالد على موقع بيانات كرة القدم. دي إي (الألمانية)
- كاشتن أوزفالد على موقع عالم كرة القدم.نت (الإنجليزية)